# 서예진
서예진(1997년 8월 27일 ~ )은 대한민국의 방송인이자 2018년 미스코리아 선(善)이다. 2022년 1월 28일 오전 12시 15분, 혈중알콜농도 0.108%인 상태에서 음주운전한 혐의로 입건되었다.

## 학력
- 예원학교 (졸업)
- 서울예술고등학교 (졸업)
- 이화여자대학교 동양화과 (재학)

## 생애
- 2018년 제62회 미스코리아 대회에서 선에 입상하며 데뷔했다.
- 〈KBS2 생방송 아침이 좋다〉의 ‘스타 인사이드’ 코너에서 아침 연예 리포터로 진행하였다.[1]

## 활동

### 텔레비전
| 연도   | 방송사 | 제목                   | 역할        | 비고                                   |
| ------ | ------ | ---------------------- | ----------- | -------------------------------------- |
| 2018년 | MBC+   | 《2018년 미스코리아》  | 참가자      | 2018년 7월 4일 방송 미스코리아 선 수상 |
| 2018년 | KBS2   | 《생방송 아침이 좋다》 | 연예 리포터 |                                        |
| 2019년 | V LIVE | 《2019년 미스코리아》  | 게스트      | 2019년 7월 11일 방송                   |

## 수상
| 연도 | 시상식                 | 부문                   | 작품       | 결과 |
| ---- | ---------------------- | ---------------------- | ---------- | ---- |
| 2018 | 2018년 미스코리아 서울 | 미스코리아 서울 진(眞) | 미스코리아 | 수상 |
| 2018 | 2018년 미스코리아      | 미스코리아 선(善)      | 미스코리아 | 수상 |